# Otoskop

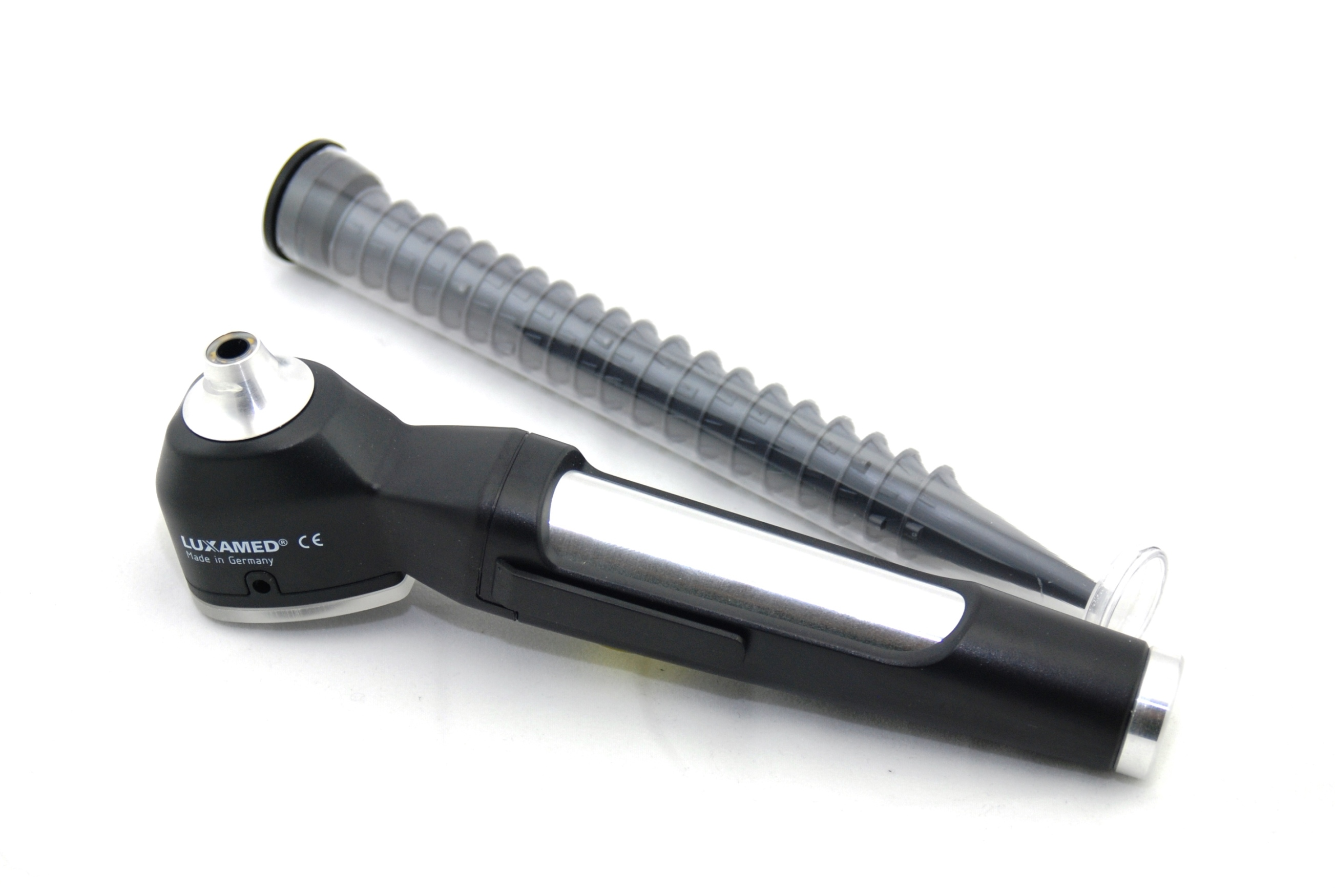

Otoskop – narzędzie laryngologiczne służące do wziernikowania ucha. Jest to cylindrycznie zwinięta metalowa trąbka w kształcie stożka o różnej średnicy. Istnieją otoskopy zwykłe, wyposażone w urządzenia optyczne i oświetlane pośrednio przy użyciu lampy czołowej, oraz otoskopy elektryczne z własnym źródłem światła. Istnieją także tzw. wideootoskopy dzięki którym możliwe jest oglądanie wziernikowanego ucha na monitorze.